# Alpiner Skieuropacup 1983/84
Gesamt- und Disziplinenwertungen der Saison 1983/1984 des Alpinen Skieuropacups.

## Europacupwertungen

### Gesamtwertung
| Rang | Name                 | Land           | Punkte |
| ---- | -------------------- | -------------- | ------ |
| 1    | Dietmar Köhlbichler  | Österreich     | 211    |
| 2    | Josef Schick         | BR Deutschland | 172    |
| 3    | Thomas Stangassinger | Österreich     | 169    |

| Rang | Name            | Land       | Punkte |
| ---- | --------------- | ---------- | ------ |
| 1    | Anita Wachter   | Österreich | 365    |
| 2    | Ulrike Maier    | Österreich | 251    |
| 3    | Vreni Schneider | Schweiz    | 210    |

### Abfahrt
| Rang | Name               | Land       | Punkte |
| ---- | ------------------ | ---------- | ------ |
| 1    | Luc Genolet        | Schweiz    | 61     |
| 2    | Michael Plöchinger | Schweiz    | 53     |
| 3    | Rudolf Huber       | Österreich | 50     |

| Rang | Name          | Land       | Punkte |
| ---- | ------------- | ---------- | ------ |
| 1    | Gudrun Arnitz | Österreich | 86     |
| 2    | Karen Percy   | Kanada     | 81     |
| 3    | Heidi Zeller  | Schweiz    | 67     |

### Riesenslalom
| Rang | Name           | Land           | Punkte |
| ---- | -------------- | -------------- | ------ |
| 1    | Josef Schick   | BR Deutschland | 127    |
| 2    | Günther Marxer | Liechtenstein  | 094    |
| 3    | Hans Pieren    | Schweiz        | 078    |

| Rang | Name            | Land       | Punkte |
| ---- | --------------- | ---------- | ------ |
| 1    | Anita Wachter   | Österreich | 191    |
| 2    | Vreni Schneider | Schweiz    | 170    |
| 3    | Ulrike Maier    | Österreich | 078    |

### Slalom
| Rang | Name                 | Land       | Punkte |
| ---- | -------------------- | ---------- | ------ |
| 1    | Dietmar Köhlbichler  | Österreich | 128    |
| 2    | Thomas Stangassinger | Österreich | 079    |
| 2    | Roland Pfeifer       | Österreich | 079    |

| Rang | Name          | Land       | Punkte |
| ---- | ------------- | ---------- | ------ |
| 1    | Ulrike Maier  | Österreich | 110    |
| 2    | Anita Wachter | Österreich | 087    |
| 3    | Monica Äijä   | Schweden   | 071    |